# Andrzej Halemba
Pe. Andrzej Halemba (nascido a 19 de novembro de 1954 em Chełm Śląski, Polónia), presbítero católico polaco, missionário Fidei Donum, tradutor do Novo Testamento e autor do dicionário Mambwe↔English, ex-diretor do Centro de Formação Missionária em Varsóvia e secretário a Comissão Episcopal Polaca para as Missões; Delegado da Conferência Episcopal Polaca para os Assuntos Missionários; fundador do Museu Missionário em Brzęczkowice, Polónia. Durante os anos 2006-2020, chefe de de projetos internacionales a fundação pontifícia “Ajuda à Igreja que Sofre” (AIS), foi responsável por ajudar a Igreja nos países africanos, no Oriente Médio e na Península Arábica. Em 2020 lançou uma Iniciativa Internacional “O Nosso Caminho para Deus”, o projeto mundial de evangelização.

## Biografia

### Juventude e vocação ao sacerdócio
Nasceu em 19 de novembro de 1954 em Chełm Śląski, filho de Eric Halemba e Maria Ryszka. Tem dois irmãos, Bernard e Venantius. Freqüentou a escola primária em sua cidade natal e, em 1969, iniciou seus estudos na escola secundária Tadeusz Kościuszko, em Mysłowice. Seus interesses encontram-se na filosofia e na antropologia. Depois de passar nos exames finais em 1973, ingressou no Seminário Superior da Silésia em Cracóvia. Em 1981, obteve um mestrado em Teologia na Pontifícia Academia de Teologia de Cracóvia onde, a 3 de abril de 1980, foi ordenado sacerdote pelo bispo Herbert Bednorz na catedral de Katowice. Trabalhou com grande compromisso com os Filhos de Maria, um grupo de apoio a missionários, quando era vigário na paróquia de São Pedro e São Paulo em Świętochłowice. Naquela época, ele já estava muito ansioso para ir para as missões.

### Vocação missionária e trabalho na Zâmbia
Um encontro com Hyacinthe Thiandoum, o cardeal senegalês de Dakar, realizado em 1979, durante a primeira peregrinação de João Paulo II à Polónia, teve um impacto significativo na decisão de Halemba de se tornar missionário. O jovem seminarista ficou fascinado com a franqueza, abertura e grande senso de humor do cardeal. Após a preparação na língua por vários meses, ele foi para a Zâmbia em 1983, onde serviu por 12 anos na diocese de Mbala (agora Kasama), na Missão Mambwe "Fidei Donum", como missionário (1983- 1993 e 2004-2005).
O serviço missionário do P. Halemba não se limitou apenas às atividades pastorais, mas também abrangeu muitas outras áreas. O tratamento médico foi um dos serviços que ele prestou, apesar dos recursos muito limitados. Ele teve que enfrentar dificuldades como desnutrição, epidemia de malária, falta de antibióticos e vacinas, alta mortalidade perinatal - com o hospital mais próximo a cerca de 80 km de distância, nem sempre era possível levar o paciente a tempo.
Para superar os obstáculos para salvar cada vida humana, os missionários e a população local empreenderam a construção de um hospital de caridade em Mambwe, na periferia da diocese e do país. Graças à assistência administrativa do Bispo Adolf Fürstenberg, ao apoio financeiro dos benfeitores e ao compromisso da população local que contribuiu com o seu trabalho, o hospital em Mambwe foi concluído em dois anos. O P. Halemba também contribuiu para a criação do primeiro jardim de infância e da primeira escola secundária da Missão Mambwe.

### Traduções para a evangelização
O povo Mambwe foi a primeira das 72 tribos locais a aceitar missionários católicos. Primeiro, os Padres Brancos pararam em Mambwe Mwela e compraram 200 escravos de árabes que os transportaram pela antiga "estrada dos escravos", conectando a Província do Norte ao Atlântico e ao Oceano Índico, como descrito por Stevenson. É também aqui que o primeiro assentamento e escola cristãos foram estabelecidos.
Entretanto, até àquele momento, o povo Mambwe não tinha uma boa tradução do Novo Testamento em sua língua materna. Eles relutavam em usar a tradução protestante existente do final do século XIX, com numerosos empréstimos derivados do suaíli, formas linguísticas desatualizadas e muitas inconsistências gramaticais. Assim, era necessária uma tradução nova e mais compreensível, especialmente para a geração mais jovem. O P. Halemba, assistido por um grupo de consultores locais, aceitou o desafio e traduziu o Novo Testamento para o idioma do povo Mambwe em apenas dois anos. Os missionários polacos de Fidei Donum o imprimiram como presente por ocasião do jubileu do centenário da Igreja Católica na Zâmbia em 1991.
Em 1994, ele publicou o dicionário Mambwe-Inglês,  no qual trabalhou por dez anos (1984-1994), e que contém 17.500 entradas e é o mais extenso dicionário existente da língua bantu na Zâmbia. Em 2007, ele lançou duas publicações importantes: o Dicionário Inglês-Mambwe, baseado no Oxford Advanced Learner's Dictionary e contendo 21.300 entradas, e uma gramática da língua Mambwe. Além disso, o P. Halemba editou e publicou o trabalho do missionário africano, Padre Branco Marcel Petitclair, o Missal Romano na língua Mambwe. Em 2009, o P. Halemba contribuiu para a publicação da Bíblia para crianças em Mambwe, "Deus fala com seus filhos", e compilou e completou um guia litúrgico em três volumes para catequistas ("Lecionários litúrgicos de Mambwe A, B e C "), também iniciado pelo P. Marcel Petitclair M. Afr.

### Trabalho científico
Durante os anos 1993-1994, estudou missiologia na antiga Academia de Teologia Católica (atual Universidade Cardeal Stefan Wyszyński) em Varsóvia e concluiu seus estudos com uma tese de Licenciatura em Teologia intitulada "Alguns aspectos da inculturação do povo Mambwe à luz da exortação de Paulo VI, Africae terrarum". Em 2004 obteve um doutoramento em ciências teológicas com a sua tese intitulada "Valores religiosos e éticos nos provérbios do Mambwe, Zâmbia". Em 2005, publicou contos populares e provérbios do povo Mambwe em inglês e Mambwe. Isso contribuiu para salvar muitos aspetos da tradição mambweana do esquecimento. Atualmente, duas publicações estão em andamento: o segundo volume de contos folclóricos africanos (inglês-Mambwe) e "História e costumes do povo Mambwe (Zâmbia)".

### Trabalho para missões
Em 1996 tornou-se diretor do Centro de Formação Missionária em Varsóvia e secretário da Comissão Episcopal Polaca para as Missões, e em 1999 foi ainda nomeado como Delegado para as Missões da Conferência Episcopal Polaca. Naquela época, organizou muitas atividades e competições, entre outras competições para crianças, como "Meu amigo de escola da África" e "Jogos Olímpicos de Missão". Seu mandato a serviço da Comissão Episcopal Polaca para as  Missões e do Centro de Formação Missionária terminou em 2003.
Durante as suas jornadas pastorais e missionárias, ele colecionou muitas lembranças, como objetos de uso diário, obras de arte (principalmente africanas, mas também indianas e papuanas) e objetos de culto. Com sua coleção numerosa, fundou o Museu Missionário Cardeal August Hlond, inaugurado em 12 de janeiro de 2004 na paróquia de Nossa Senhora das Dores em Brzęczkowice. Através do seu trabalho, contribuiu para a popularização das missões e a conscientização do caráter missionário da Igreja e o despertar das vocações missionárias. Retornando à Zâmbia todos os anos, há tempos que organiza a reunião anual de missionários polacos em Lusaka bem como o Concurso Cultural Mambwe - um festival da língua tradicional, com arte oratória, narração de contos populares, poesia, música e dança.

### Ajuda à Igreja que Sofre Internacional / Kirche in Not
De 2006 a 2020 o Pe. Halemba trabalhaou na organização internacional "Ajuda à Igreja que Sofre" (ACN Intl.), localizada em Königstein im Taunus (Alemanha). A 2010, foi responsável por ajudar os países africanos de língua inglesa e portuguesa y desde 2010, é responsável por ajudar a Igreja no Oriente Médio (Terra Santa, ou seja, Israel e Palestina, Líbano, Jordânia, Síria, Iraque, Irão, Afeganistão, Turquia, Chipre, Azerbaijão, Geórgia, Arménia, Egito, Etiópia, Eritreia) e na Península Arábica (Arábia Saudita, Iémen, Omã, Kuwait, Catar, Bahrein, Emirados Árabes Unidos). Coopera com a “Reunião de Agências de Ajuda para as Igrejas Orientais” (ROACO), no âmbito da Congregação para as Igrejas Orientais, um comitê que une agências de financiamento de vários países a nível mundial a fim de proporcionar melhor assistência aos cristãos.
Durante o genocídio dos cristãos no Oriente Médio, ele se apressou em resgatar a Igreja afetada por guerras e perseguições, especialmente no Iraque e na Síria. Ele é o autor do programa "Retorno às raízes" (Plano Marshall para as planícies de Nínive), que obteve apoio financeiro internacional e permitiu a reconstrução de casas particulares e da infraestrutura da Igreja no Iraque. Graças a esta iniciativa, quase metade das famílias cristãs expulsas pôde voltar para suas casas.  De igual modo, na Síria, suas ações de caridade e ecuménicas ajudaram os cristãos a sobreviver ao pior e a manter a esperança viva (Velas para a paz na Síria, Rosário pela Paz, Console o meu povo - Peregrinação de Nossa Senhora das Dores, Consoladora dos sírios). Seu ecumenismo prático levou a uma cooperação local mais eficaz e ao fortalecimento da comunidade cristã. Todas essas ações humanitárias, atividades diplomáticas e de defesa da paz ajudaram a manter a presença de cristãos nas suas terras nativas, o berço da fé cristã no Oriente Médio.
No âmbito das suas atividades, o P. Halemba promoveu vários websites de informação (nomeadamente "Comitê de Reconstrução de Nínive" e "Cristãos da Síria"). Ele também é o criador do "ACNaid", um sistema digital avançado para gerenciamento e auditoria de projetos. Como cientista, o P. Halemba realiza pesquisas documentando a perseguição e genocídio dos cristãos no Oriente Médio, bem como pesquisas sociológicas e etnográficas.

### Iniciativa Internacional "Nosso Caminho para Deus"
O ministério missionário do P. Halemba resultou na criação em 2020 de uma Iniciativa Internacional "Nosso caminho para Deus", o projeto mundial de evangelização. Esta iniciativa visa ajudar todos aqueles que procuram conhecer a Deus, a fé cristã e receber o baptismo. Propõe-se compartilhar a Boa Nova de Deus com todas as pessoas, sem exceção. A iniciativa  "Nosso caminho para Deus" levou ao lançamento de uma série de catequese bíblica, baseada na tradição da Igreja, destinada a candidatos ao batismo de língua árabe. Este vademecum para o catecúmeno, de autoria do P. Michel Sakr e do P. Antoine Assaf, foi publicado na forma de livro, audiolivro, página de website e como aplicativo da Internet, e também foi traduzido em versões bilíngues (árabe-inglês, árabe-francês, árabe-alemão, árabe-italiano e árabe-espanhol, árabe-polonês e persa (farsi) -alemão.

### Condecorações e Distinções
2015 - título honorífico de Arquimandrita conferido pelo S.E. Issam John Darwish, Arcebispo da Arquieparquia Católica Grega Melquita de Zalé e Forzol, no Líbano).
2019 - distinção honrosa na revista Inside the Vatican (para 10 pessoas que, através das suas palavras e vida, são testemunhas da esperança de que Deus existe e vem salvar Seu povo, concedido todos os anos pela revista Inside the Vatican, que visa dar visão aos assuntos mundiais e do interior da Igreja)
2019 - Cruz de mérito dourada concedida pelo Presidente da República da Polónia (para atividades para pessoas que precisam de ajuda e apoio).
2019 - Medalha de ouro da Universidade Cardeal Stefan Wyszyński (em reconhecimento ao apoio à cooperação e ao desenvolvimento da Universidade Cardeal Stefan Wyszyński em Varsóvia).
2019 - Prémio "Pro Redemptione" (em reconhecimento do seu trabalho pelos cristãos perseguidos e necessitados, concedido pelo "Homo Dei" trimestral aos padres que servem no estrangeiro).
2020 - título honorífico de Corobispo (Monsenhor no Igreja Católica Ocidental - Latina) conferido pelo S.Em. Cardeal Louis Sako, Patriarca da Igreja Caldeia no Iraque.

## Publicações
1. Andrzej Halemba (2005). Valores religiosos e éticos nos provérbios do povo Mambwe, Zâmbia PARTE I. Oficyna Wydawniczo-Poligraficzna "Adam". Varsóvia: [s.n.] ISBN 83-7232-627-4
2. Andrzej Halemba (2005). Valores religiosos e éticos nos provérbios do povo Mambwe, Zâmbia PARTE II. Varsóvia: Oficyna Wydawniczo-Poligraficzna "Adam". Varsóvia: [s.n.] ISBN 83-7232-628-2
3. Andrzej Halemba (2011). Amapepo pa Wanda wakwe Leza que manda akulu. Mwaka A. Oficyna Wydawniczo-Poligraficzna "Adam". Varsóvia: [s.n.] ISBN 978-83-7232-985-1
4. Andrzej Halemba (2011). Amapepo pa Wanda wakwe Leza na manda akulu. Mwaka B. Oficyna Wydawniczo-Poligraficzna "Adam". Varsóvia: [s.n.] ISBN 978-83-7232-990-5
5. Andrzej Halemba (2011). Amapepo pa Wanda wakwe Leza na manda akulu. Mwaka C. Oficyna Wydawniczo-Poligraficzna "Adam". Varsóvia: [s.n.] ISBN 978-83-7232-991-2
6. Andrzej Halemba (2011). Umulungu Utakatifu Uwanda ukulu wlpasaka Myaka A,B,C. Oficyna Wydawniczo-Poligraficzna "Adam". Varsóvia: [s.n.] ISBN 978-83-7232-996-7
7. Andrzej Halemba (2007). English-Mambwe Dictionary and Mambwe Grammar. Oficyna Wydawniczo-Poligraficzna "Adam". Varsóvia: [s.n.] ISBN 978-83-7232756-7
8. Andrzej Halemba (2006). Amapepo ya Cîta ca Minsa, Mu Cimambwe (Zâmbia). [mps]. Mysłowice-Brzęczkowice: [s.n.]
9. Andrzej Halemba (2005). Contos populares de Mambwe (versão em inglês). Oficyna Wydawniczo-Poligraficzna "Adam". Varsóvia: [s.n.] ISBN 83-7232-625-8
10. Andrzej Halemba (2005). Contos populares de Mambwe (versão Mambwe). Oficyna Wydawniczo-Poligraficzna "Adam". Varsóvia: [s.n.] ISBN 83-7232-626-6
11. Halemba Andrzej, Różański Jarosław (eds) (2003). Wybrane problemy szkolnictwa w Afryce Subsaharyjskiej. Komisja Episkopatu Polski ds. Misji. Warszawa: [s.n.] ISBN 83-7232-421-2
12. Halemba Andrzej, Różański Jarosław (eds) (2003). Historia i znaczenie przekładu Nowego Testamentu na język Mambwe, w: J. Różański – A. Halemba, Między przekładem biblijnym a teologią afrykańską,. Komisja Episkopatu Polski ds. Misji. Warszawa: [s.n.] ISBN 83-7232-420-4
13. Andrzej Halemba (ed. & transl.) (1997). Kościół misyjny, Podstawowe stadium misjologii (original: Seguindo Cristo em Missão. Um curso fundamental em Missiologia, Sebastian Karotempler). Missio-Polonia. Varsóvia: [s.n.] ISBN 83-8627-115-9
14. Andrzej Halemba (1997). Wkład polskich misjonarzy i misjonarek w dzieło misyjne Kościoła powszechnego, w: J. Guzowski, Misyjne zadania Kościoła w Polsce. Olsztyn: [s.n.]
15. Andrzej Halemba (1996). Oczekiwania Kościoła w Afryce u progu roku 2000 w świetle Synodu Afryki i Adhortacji Apostolskiej Ecclesia in Africa, Nurt SVD 30(1996), s. 3-32;. Verbinum. Varsóvia: [s.n.] ISSN 1233-9717
16. Andrzej Halemba (1995). Diecezjalne dzieło misyjne a udział diecezji katowickiej w misji ad gentes Kościoła powszechnego, w: W. Świątkiewicz, Kościół śląski wspólnotą misyjną. Societas Scientiis Favendis Silesiae Superioris - Instytut Górnośląski. Katowice: [s.n.]
17. Andrzej Halemba (1994). Mambwe-English Dictionary. Franciscan Mission Press Ndola. Ndola: [s.n.] ISBN 9982-07-047-9
18. Andrzej Halemba. Zagadnienia inkulturacji w Afryce w okresie powstania orędzia Africae terrarum" Pawła VI", SSHT 25/26(1992/93). [S.l.: s.n.]
19. Andrzej Halemba (1993). Niektóre aspekty inkulturacji ludu Mambwe w świetle adhortacji Pawła VI Africae terrarum. mps. [S.l.: s.n.]
20. Andrzej Halemba (1991). Icipangano Cipya (Novo Testamento em Mambwe). Mission Franciscan, Mission Press Ndola. Ndola: [s.n.]